# Iridia
Iridia es un género de foraminífero bentónico de la subfamilia Tholosininae, de la familia Saccamminidae, de la superfamilia Saccamminoidea, del suborden Saccamminina y del orden Astrorhizida. Su especie tipo es Iridia diaphana. Su rango cronoestratigráfico abarca el Holoceno.

## Discusión
Clasificaciones previas incluían Iridia en la subfamilia Hemisphaerammininae, de la familia Hemisphaeramminidae, de la superfamilia Astrorhizoidea, así como en el suborden Textulariina del orden Textulariida.

## Clasificación
Iridia incluye a las siguientes especies:
- Iridia bitubulifera
- Iridia diaphana
- Iridia lucida
- Iridia serialis